# The Habit of Happiness
The Habit of Happiness is een Amerikaanse filmkomedie uit 1916 onder regie van Allan Dwan.

## Verhaal
Sunny Wiggins is van mening dat een lach elke kwaal kan genezen. Hij past zijn kuur succesvol toe bij een miljonair met dyspepsie. Hij besluit de daklozen in een arme stadswijk te helpen. Daardoor komt zijn dochter in de problemen. 

## Rolverdeling
| Acteur            | Personage        |
| ----------------- | ---------------- |
| Douglas Fairbanks | Sunny Wiggins    |
| George Fawcett    | Jonathan Pepper  |
| Macey Harlam      | Foster           |
| Dorothy West      | Elsie Pepper     |
| George Backus     | Mijnheer Wiggins |
| Grace Rankin      | Clarice Wiggins  |
| William Jefferson | Jones            |